# Gustav Mahr

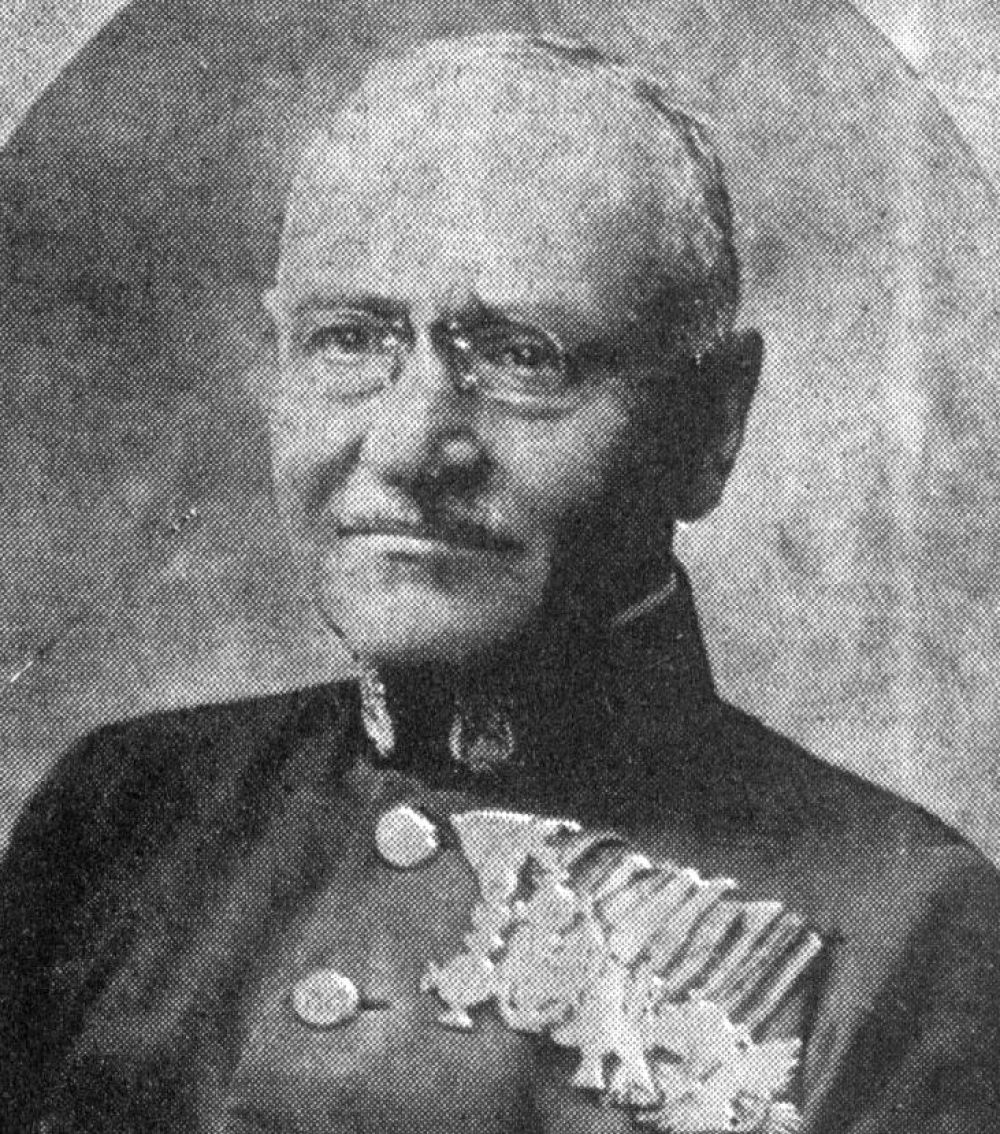
Gustav Mahr

Gustav Johann Mahr (Brandeis-Altbunzlau, na 1945 Brandýs nad Labem, 23 november 1858 – Hargelsberg, 1 september 1930) was een Boheems componist en militaire kapelmeester. Hij was de zoon van de componist en militaire kapelmeester van het Oostenrijkse Infanterie Regiment nr. 75 Anton Mahr (1830-1891).

## Levensloop
Mahr studeerde van 1870 tot 1876 aan het toenmalige Prager Konservatorium, nu het Státní konservatori hudby v Praze in Praag muziektheorie, compositie en viool. Hij werd soloviolist in de militaire muziekkapel van het Infanterie Regiment nr. 75 in Praag, die geleid werd door zijn vader. In 1878 werd hij zelf militaire kapelmeester van de muziekkapel van het Infanterie Regiment nr. 60, toen in Bosnië gestationeerd. In de loop van zijn militaire carrière was hij kapelmeester van 7 muziekkapellen van verschillende regimenten (onder andere het Infanterie Regiment nr. 43, Infanterie Regiment (Erzherzog Rainer Regiment) nr. 59, Infanterie Regiment nr. 73, Tiroler Kaiserjäger Regiment nr. 2) en van 1911 tot 1918 van het Infanterie Regiment nr. 14 in Linz. Aan het einde van de Eerste Wereldoorlog was Mahr de oudste van de toenmalige Oostenrijkse militaire kapelmeesters en behoorde met zijn ervaring tot de bekendste. Tot 1930 was hij dirigent van het Kolosseum-orkest en van de muziekkapel van de spoorwegen (Eisenbahnerkapelle) in Linz.
Als componist schreef hij vooral werken voor harmonieorkest.

## Composities

### Werken voor harmonieorkest
- 1883 Auf Wiedersehn
- 1887 Huldigungs-Marsch
- 1887 Rudolph-Marsch
- Andreas Hofer-Marsch ontstaan tijdens hij dirigent was bij de militaire muziekkapel van het Tiroler Kaiserjäger Regiment te Innsbruck
- Dampierre Kürassiere
- Defilier-Marsch
- Egri fiuk (Erlauer Söhne)
- Fenner-Jäger-Marsch
- Fest-Marsch
- Flott zu Fuß
- Frisch vorwärts! - 59er Regiments-Signal-Marsch
- Grenzwacht
- Hawthorne Marsch
- Heimwärts
- Hoch Tirol
- Hochzeits-Marsch
- In die weite Welt
- Jubel-Marsch
- Kaisertreu
- Kürenberger Fanfarenmarsch
- Neuer 75er Regiments-Marsch
- Oberst Ontl-Marsch
- Oberst Faby-Marsch (Sturm-Marsch)
- Österreichischer Generalmarsch
- Prager Marsch
- Regimentssignal
- Rheingraf Salm-Salm (Hessen Fanfaren-Marsch)
- Rumänischer Marsch - Sinai Hora
- Scazigino-Marsch
- Schützenfest-Marsch
- Sizzo Noris-Marsch
- Tiroler Lieder-Marsch
- Wallensteins Einzug
- Wiener Couplet-Marsch
- Zwei Turner-Marsch